# Државно правобранилаштво Шпаније
Државно правобранилаштво Шпаније, односно, дословно преведено - Генерална државна адвокатура (шп. Abogacía General del Estado), је државни орган који врши Функцију државног правобранилаштва у Краљевини Шпанији.
Државно правобранилаштво у Шпанији има веома важну улогу и дугу традицију. Тамо функција државног правобраниоца (шп. abogado del estado) постоји дуже од једног века, односно од 1881. године. Уређење државног правобранилаштва у Шпанији добило је свој садашњих облик 1997. године када је Генерална државна адвокатура (шп. Abogacía General del Estado) спојена са Државном правном службом (шп. Servicio Jurídico del Estado). 
Државно правобранилаштво у Шпанији је образована као посебан орган у оквиру Министарства правде, на чијем челу је Генерални државни адвокат – Директор државне правне службе (шп. Abogada General del Estado-Directora del Servicio Jurídico del Estado), државни функционер у рангу помоћника министра.
Државно правобранилаштво заступа државу, државне органе, независне јавне агенције, и када је посебним прописима одређено, све друге јавне установе, па и јавна предузећа. Заступање обухвата заступање пред свим судовима и административним телима у земљи и иностранству, укључујући и међународне судове и судске институције Европске уније.
Иако је Државно правобранилаштво у организационом смислу део Министарства правде, самосталност у раду државних правобранилаца обезбеђена је кроз Веће државних адвоката (шп. Cuerpo de Abogados del Estado), које спроводи избор, постављење и контролу рада државних правобранилаца.
У оквиру Државног правобранилаштва образован је велики број разноврсних организационих јединица нижег ранга, са надлежностима одређеним према материји, врстама судовима пред којима поступају поједини државни правобраниоци и према месној надлежности.